# Libaia
Libaia va ser rei d'Assíria. Segons la Llista dels reis d'Assíria va regnar durant 17 anys entre 1690 aC i 1674 aC. Va succeir al seu pare Belubani i formava part de la Dinastia d'Adasi, que va dominar el país després d'haver expulsat els babilonis i els amorrites d'Assíria.
Se sap molt poc del seu regnat, només que Assíria va passar per un període pacífic i estable. El va succeir el seu fill Xarma-Adad I.